# Gu (divinità)
Gu, o Ogun, è la divinità fabbro nella religione dei Fon nell'Africa occidentale, figlio della divinità creatrice Mawu-Liza. 

## Nel mito
Il termine Ogun (la O nella loro antica lingua è rafforzativa) indica la possibilità di guarire dai mali con azioni propositive guidate dalla forza del soggetto.
Inviato da sua madre sulla terra lavorò il ferro con gli uomini insegnando loro la metallurgia, per questo viene considerato il dio dei fabbri e del ferro.  Con tali tecniche l'uomo coltivò le terre e anche se riuscì a costruire le città non ottenne la creazione perfetta, migliorata poi da Orunmila. Il ferro portò poi anche alla nascita delle guerre.

### Pareri secondari
Un'altra versione del mito lo indica come colui che ha forgiato l'umanità utilizzando gli escrementi degli dei.

## Rappresentazioni
Di lui si pensava che al momento della nascita fosse un blocco di pietra da cui sporgeva una lama affilata e per questo viene rappresentano come un attrezzo da taglio.